# Kladníky
Kladníky är en ort i Tjeckien.   Den ligger i regionen Olomouc, i den östra delen av landet, 240 km öster om huvudstaden Prag. Kladníky ligger 318 meter över havet och antalet invånare är 132.
Terrängen runt Kladníky är platt söderut, men norrut är den kuperad.Runt Kladníky är det ganska tätbefolkat, med 124 invånare per kvadratkilometer. Närmaste större samhälle är Přerov, 11,4 km väster om Kladníky. Trakten runt Kladníky består till största delen av jordbruksmark.